# Języki Chile
Chile jest krajem, w którym we wszelkich sferach życia dominuje język hiszpański. Wyjątkami są niektóre społeczności imigranckie bądź izolowane, które zachowują własne języki. Na terytorium Chile stwierdzono obecność dziewięciu języków żywych oraz siedmiu wymarłych.

## Język hiszpański
Spośród ok. 16 milionów Chilijczyków, 14 milionów posługuje się chilijskim hiszpańskim jako językiem ojczystym. Odmiana ta jest zbliżona w wymowie do andaluzyjskiego hiszpańskiego, natomiast trudna do zrozumienia dla posługującego się kastylijskim hiszpańskim.

## Języki rodzime

### Język mapudungun
W Chile mieszka ok. 700 tys. Mapuczy, z czego ok. 200 tys. posługuje się językiem mapudungun.

### Język keczua
Chilijskim keczua posługuje się ok. 8,2 tys. osób, zwłaszcza w północno-wschodniej części kraju. Przypuszcza się, że język ten jest identyczny lub bardzo podobny do południowoboliwijskiego dialektu keczua.

### Język rapanui
Rapanui to polinezyjski język używany na Wyspie Wielkanocnej. Posługuje się nim ok. 3,4 tys. Chilijczyków, z czego 3,2 tys. zamieszkuje wyspę, zaś 200 mieszka poza nią.

### Język huilliche
Językiem huilliche, według spisu z 1982, posługuje się ok. 2 tys. osób, mieszkających głównie w regionach Los Ríos i Los Lagos. Większość z nich była w podeszłym wieku, zatem wątpliwe jest, czy ten język przetrwał do dziś.

### Pozostałe
- Językiem ajmara posługuje się ok. 900 osób na północy Chile[1];
- Językiem kawésqar posługuje się 12 osób[1];
- W 2022 roku zmarła ostatnia osoba, która posługiwała się językiem jagańskim[2].

## Język niemiecki
Chociaż szacuje się, że od 150 do 200 tys. Chilijczyków ma niemieckie pochodzenie, liczba osób posługujących się językiem niemieckim zaczęła spadać od momentu zakończenia II wojny światowej. W latach 80. szacowano, że językiem tym posługuje się ok. 35 tys. Chilijczyków pochodzenia niemieckiego, obecnie zaś posługuje się nim 20 tys. osób, głównie w rejonie Los Lagos.

## Chilijski język migowy
Zgodnie z danymi Światowej Federacji Głuchych, w Chile mieszka ok. 66,5 tys. głuchych, jednak liczba osób posługujących się chilijskim językiem migowym jest nieznana.